# Generazione del '98

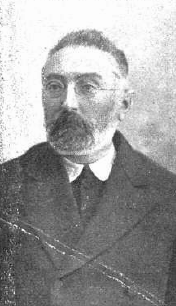
Miguel de Unamuno nel 1912

Con il termine Generazione del '98 (Generación del 98) si indica un gruppo di intellettuali spagnoli dei primi del XX secolo. L'allusione all'anno 1898 per indicare questo gruppo è dovuta alla guerra ispano-americana combattuta in quell'anno tra Stati Uniti e Spagna, che costò a quest'ultima la perdita delle sue ultime colonie d'oltremare, cioè Cuba, Porto Rico e Filippine. Tale perdita provocò in Spagna una crisi di coscienza nazionale e il sorgere di un movimento letterario e d'opinione fortemente orientato alla riflessione sui problemi della cultura e della società del paese. Quale che sia lo statuto effettivo della denominazione "generación del '98" (movimento letterario consolidato o semplice categoria didattica), con essa si indica uno dei fenomeni culturali più importanti dei primi decenni del XX secolo in Spagna.

## L'identità del gruppo

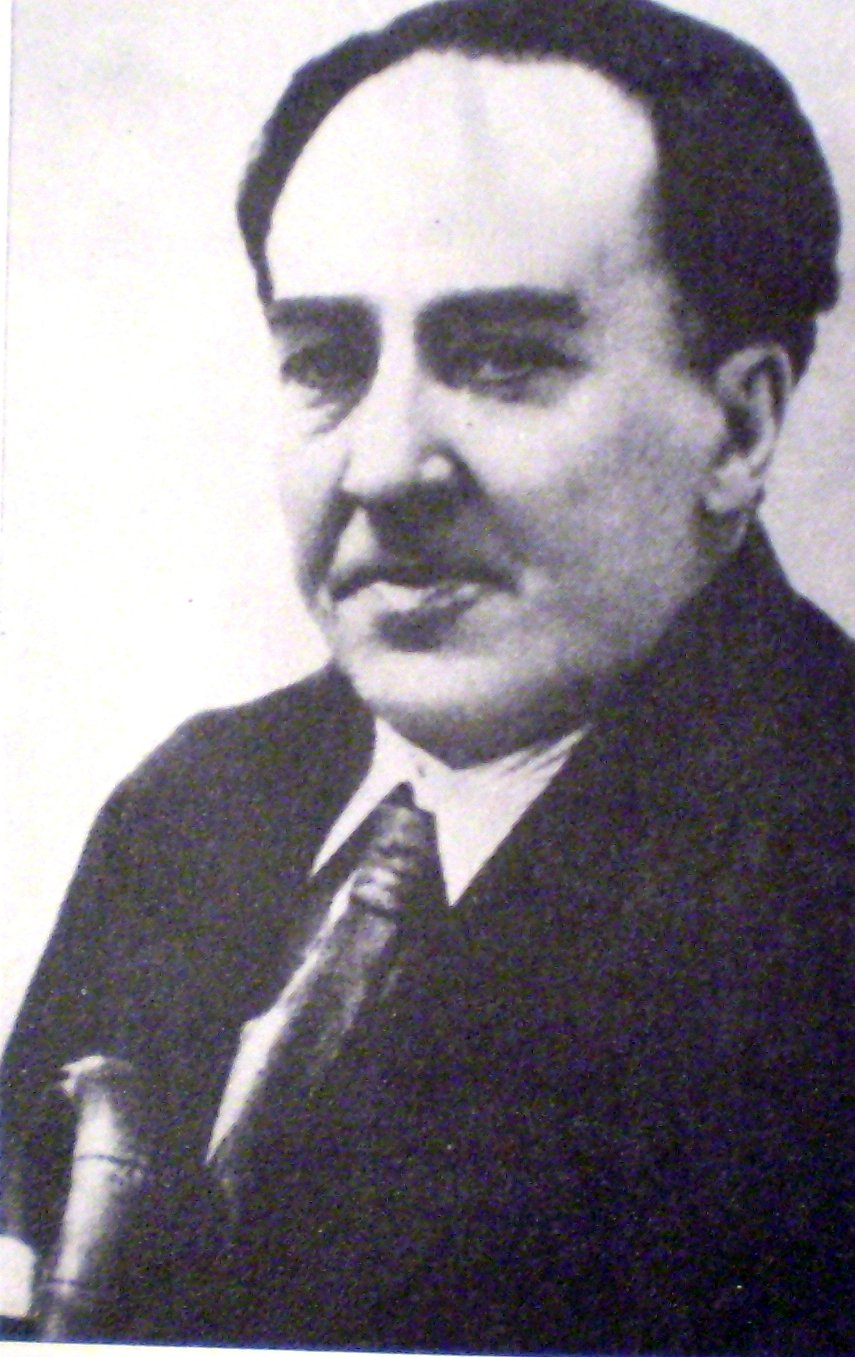
Antonio Machado

Il termine fu coniato, nel 1913, da José Martínez Ruiz (conosciuto soprattutto con lo pseudonimo di Azorín), che lo adottò in una serie di articoli. Per quanto alcuni degli scrittori da lui inseriti nel gruppo negassero di essere suoi membri, da allora la maggior parte dei critici letterari ha riconosciuto la validità della denominazione. La stessa critica, d'altra parte, ha, in più occasioni, preferito parlare semplicemente di "gruppo", piuttosto che di generazione letteraria, evidenziandone la scarsa omogeneità e la differenza spesso notevole di approcci culturali e temi trattati. 
La lista di autori che formano tale gruppo risulta, quindi, inevitabilmente controversa. Sono stati inclusi in esso figure come Miguel de Unamuno, Pío Baroja, lo stesso Azorín, Ramiro de Maeztu, Ramón María del Valle-Inclán, Antonio Machado e il fratello Manuel Machado, Juan Ramón Jiménez, Vicente Blasco Ibáñez, il filosofo e storico Ramón Menéndez Pidal, il drammaturgo Jacinto Benavente, premio Nobel nel 1922, ed i compositori Manuel de Falla, Isaac Albéniz e Enrique Granados. 
Complessivamente, molti tra costoro offrono profili tanto diversi che risulta estremamente difficile integrarli tutti in uno stesso gruppo, per quanto fossero coetanei (tutti gli autori a diverso titolo inclusi nel gruppo sono nati tra il 1864 e il 1875, date di nascita di Unamuno e di Antonio Machado). Se, ben presto, Baroja e Maeztu negarono l'esistenza di un gruppo propriamente detto, più in là Pedro Salinas tornò ad affermarla nei suoi corsi universitari e in un breve articolo apparso in un numero del dicembre del 1935 della Revista de Occidente, mutuando il concetto di "generazione letteraria" da Petersen. 
Si discute poi spesso dell'opportunità di opporre la generazione del '98 ad un'altra corrente, definita modernismo, i cui fini e i cui propositi risultano in larga parte simili a quelli delle generazione del '98.

## Scenario storico
Il 1898 fu l'anno della definitiva caduta della potenza spagnola. Dopo essere stata sconfitta dagli Stati Uniti a Cavite, essa fu difatti costretta a rinunciare ai suoi ultimi possedimenti coloniali d'oltremare. In quell'anno la decadenza economica, politica, militare della Spagna parve aver raggiunto il culmine. Anche gli intellettuali si trovarono così di fronte ad una realtà difficile, quella di un paese in rovina, che insieme all'impero aveva perduto la propria identità, riscoprendosi fragile e instabile e per di più priva di elementi cui fare affidamento per costruire un futuro che, stavolta, doveva essere affrontato da una posizione ben più modesta. Da ciò l'esigenza, avvertita da molti artisti, di una rigenerazione, di un vero e proprio movimento ideologico innovatore (il regeneracionismo) che potesse ridare un volto credibile e rassicurante alla Spagna del XX secolo.

## Riviste
Gli autori del '98 si raccolsero intorno ad alcune riviste in particolare: Don Quijote (1892-1902), Germinal (1897-1899), Vida Nueva (1898-1900), Revista Nueva (1899), Juventud (1901-1902), Electra (1901), Helios (1903-1904) e Alma Española (1903-1904).

## Raccolte di memorie
I membri della generazione del '98 non furono mai troppo propensi a scrivere dei propri colleghi. Pío Baroja fa eccezione: raccolse ricordi dell'epoca nei due libri Juventud, egolatría e Desde la última vuelta del camino. Ricardo Baroja, suo fratello, scrisse Gente del '98. Unamuno, a sua volta, ha scritto diffusamente dei suoi ricordi d'infanzia ma non altrettanto della sua età adulta.

## Caratteristiche
Il tratto che, forse, maggiormente definisce i noventayochistas fu la preoccupazione per i problemi e per la realtà della Spagna che si apriva al nuovo secolo, ciascuno partendo da atteggiamenti personali. Questo sforzo critico verso l'innovazione fu, in qualche modo, recuperato dai "rigenerazionisti" della seconda metà del secolo XIX (Ricardo Macías Picavea, Joaquín Costa), che avevano messo in rilievo la necessità di una politica che rimediasse ai mali del paese. La meditazione sulla Spagna e su quanto è spagnolo caratterizzò in modo particolare l'opera di Unamuno, ritenuto da alcuni maestro e ispiratore di Pío Baroja, Azorín e Maeztu.
In altri autori, come Antonio Machado e Valle-Inclán, si avverte una maggiore attenzione a temi più squisitamente letterari ed estetici, soprattutto nei loro primi periodi. Posteriormente, incorporarono alla loro opera temi e attitudini affini a quelli della generazione del '98, tanto che sono stati definiti suoi epigoni. Menéndez Pidal appoggiò, forte della sua sensibilità storica e filologica, molte delle tesi e delle intuizioni degli uomini del '98. Per altri autori, l'associazione alla generazione del '98 risulta più ardita, come nel caso di Blasco Ibáñez, che si collocò in un realismo naturalista. Jacinto Benavente ebbe inizialmente una attitudine critica che può avvicinarsi a quella della generazione del '98, ma, in seguito, la sua opera drammatica aderì troppo ai gusti del pubblico, allontanandolo da essa.

## Ideologia politica del gruppo
In politica, i membri del gruppo professarono in gioventù idee molto avanzate. Unamuno, tra il 1894 e il 1897, fece parte del partito socialista operaio spagnolo (PSOE, Partido Socialista Obrero Español) e altrettanto fece, più in là, Maeztu. Azorín e Pío Baroja adottarono posizioni anarchiche. Le idee giovanili finirono per divenire, con il tempo, più moderate: Azorín e Maeztu giunsero persino ad aderire alla destra tradizionalista, così come furono falangisti Manuel Machado e Jacinto Benavente. Diverso il caso di Antonio Machado e di Valle-Inclán, i quali, partendo da un orientamento marcatamente esteticista e non compromesso politicamente, finirono per assumere posizioni progressiste, in special modo Valle-Inclán, che fece delle sue opere di teatro (denominate "esperpentos") uno strumento inflessibile di critica alla società del suo tempo. Maeztu invece morirà fucilato dai repubblicani nel 1936.

## Libri di viaggi, storia, letteratura
Di fronte al problema della Spagna, nelle parole di Azorín, "la generazione del '98 rappresentava tanto un rifiuto quanto un'adesione". I suoi membri rifiutavano il vecchiume, la corruzione, il ritardo strutturale del paese e il sistema politico che teneva insieme tutto ciò. La realtà nazionale dell'epoca produceva in essi uno sdegnoso disgusto. D'altra parte, essi aderivano ad "una Spagna eterna e spontanea": questo aspetto è particolarmente evidente nell'attenzione e nell'interesse verso il paesaggio, la vita di campagna, la sensibilità popolare della nazione, il tutto, però, filtrato da una sensibilità fortemente individuale, in qualche modo "impressionista". Ne deriva un'esaltazione lirica dei costumi e dei paesaggi nazionali, accompagnata, com'è ovvio, da una propensione al viaggio, alla conoscenza diretta delle tradizioni che la campagna esprimeva. Soprattutto nella Castiglia medievale essi vedevano il nucleo più genuino del "genio nazionale".
La storia fu un altro dei campi a cui i membri della generazione prestarono maggiore interesse, impegnandosi nella ricerca delle radici della patria o delle origini dei problemi presenti. Non si trattava, d'altra parte, della storia evenemenziale dell'alternarsi di re e di governanti, ma di ciò che Unamuno battezzò intrahistoria, la storia realizzata dagli uomini comuni, portatori dei valori permanenti del popolo spagnolo. L'amore per la Spagna si confrontava dialetticamente con il desiderio di europeizzazione, vivo specialmente nella fase giovanile della vita di questi intellettuali. In ambito letterario, i frutti della generazione del '98 hanno spinto alcuni critici a parlare di un'età d'argento della letteratura spagnola, a motivo della risonanza europea di alcuni suoi membri. Unamuno, Azorín e Baroja affrontarono la problematica esistenziale ispirandosi ad autori quali Schopenhauer, Nietzsche, Kierkegaard. Molto marcata risultò la loro devozione alla letteratura spagnola medievale e ai classici dell'età dell'oro, particolarmente Cervantes, della cui opera Don Chisciotte realizzarono personalissime interpretazioni.
D'altro canto, in rapporto alla letteratura che li aveva immediatamente preceduti, ne censurarono il prosaismo e la vuota magniloquenza. Ricercarono, per questa ragione uno stile semplice e disadorno, espressamente avverso al retoricismo, inaugurando, in tal modo, un nuovo linguaggio letterario che sarà poi quello del secolo XX. Altro aspetto importante della loro estetica fu un certo soggettivismo che conferì un tono lirico a molte delle loro pagine. Si definirono con maggior precisione le caratteristiche del saggio moderno e si ampliarono le potenzialità narrative del romanzo (si veda, a tal proposito, l'attività giornalistica di Unamuno e, del pari, le sue sperimentazioni sulla struttura del romanzo, in Nebbia).

## Conclusioni
Quando molti membri del gruppo erano ancora in vita, era già sorto un intenso dibattito sulla sua identità e sull'opportunità stessa di una categoria che li distinguesse, ad esempio, dal modernismo. Alcuni intellettuali, spalleggiati dai membri stessi della generazione del '98, sostenevano che il gruppo si era addensato intorno ad un precoce e morboso sentimento di frustrazione, un aumento dell'egotismo, un'esagerazione neoromantica della sensibilità individuale e un'imitazione piuttosto servile delle mode europee del momento. La cosiddetta Generazione del '27, scrittori maggiormente orientati verso la sinistra rivoluzionaria degli anni trenta bollavano la tensione critica dei noventayochistas come un capriccio giovanile della borghesia intellettuale, destinato a rifluire in una deriva spiritualista ed equivoca, nazionalista ed antiprogressiva. La generazione del '98 possiede, sotto il profilo stilistico-letterario, alcuni punti di contatto col decadentismo europeo e col modernismo ispano-americano. Tuttavia nel suo volgersi al sociale e alle problematiche contemporanee dimostra senza dubbio una marcata unicità.